# Matematična fakulteta v Beogradu
Matematična fakulteta (izvirno srbsko Математички факултет у Београду), s sedežem v Beogradu, je fakulteta, ki je članica Univerze v Beogradu.